# Athetis nigrilla
Athetis nigrilla là một loài bướm đêm trong họ Noctuidae.